# Chủ tịch nước Cộng hòa Dân chủ Đức
Chủ tịch nước Cộng hòa Dân chủ Đức (tiếng Đức: Präsident der Deutschen Demokratischen Republik) là nguyên thủ quốc gia Cộng hòa Dân chủ Đức (còn gọi là Đông Đức) từ năm 1949 đến năm 1960. Chức vụ được thành lập theo Hiến pháp năm 1949. Chủ tịch nước được bầu bởi Đại hội Nhân dân (Volkskammer) và Đại hội Liên bang Đức (Landerkammer), hai viện của Quốc hội. Chức vụ mang tính chất nghi thức. Trong một số trường hợp Chủ tịch Đại hội Nhân dân Đức đóng vai trò làm Chủ tịch nước.
Người giữ chức vụ duy nhất này là Wilhelm Pieck của Đảng Xã hội chủ nghĩa Thống nhất Đức (SED), được bầu từ ngày 11/10/1949 và được bầu lại vào năm 1953 và năm 1957. Ngày sau khi Wilhelm Pieck qua đời ngày 7/9/1960, Hiến pháp đã được sửa đổi. Ngày 12/9/1960, Luật hình thành Hội đồng Nhà nước (Gesetz über die Bildung des Staatsrates) được ban hành, Hội đồng Nhà nước được thành lập theo đó chế độ tập thể lãnh đạo nhà nước được thiết lập thay chức vụ Chủ tịch nước. Trong những năm 1988/1989, Hội đồng Nhà nước bị bãi bỏ; Chủ tịch Đại hội Nhân dân Sabine Bergmann-Pohl đóng vai trò là nguyên thủ quốc gia.

## Bầu cử
Chủ tịch nước Cộng hòa được bầu với nhiệm kỳ bốn năm bởi một phiên họp chung của Volkskammer và Landerkammer, được triệu tập và chủ trì bởi Chủ tịch Volkskammer. Bất kỳ công dân nào ít nhất ba mươi lăm tuổi đều đủ điều kiện để đăng ký. Trước khi hết nhiệm kỳ, Chủ tịch nước có thể được bầu lại với kết quả bỏ phiếu 2/3 đại biểu tán thành trong phiên họp chung.
Trong trường hợp Chủ tịch nước vắng mặt, qua đời hoặc không đủ khả năng để tiếp tục, Chủ tịch Đại hội Nhân dân đảm nhiệm chức vụ trong thời gian ngắn, với thời gian dài hơn thì cần một nghị quyết.
Cuộc cải cách hành chính năm 1952 đã dẫn đến sự giải thể các bang (Länder) của Đông Đức. Landerkammer do đó trở nên không còn thực tế; triệu tập lần cuối vào năm 1954 và chính thức bị bãi bỏ vào năm 1958. Kết quả là, Volkskammer chịu trách nhiệm bầu cử Chủ tịch nước.

## Lời tuyên thệ
Khi nhậm chức, Chủ tịch nước tuyên thệ sau phiên họp chung của Volkskammer và Landerkammer: 
Tôi thề rằng sẽ dùng quyền hạn của mình vì hạnh phúc của nhân dân Đức, tôi sẽ bảo vệ Hiến pháp và pháp luật của Cộng hòa, tôi sẽ thực hiện nghĩa vụ của mình một cách tận tâm và thực hiện công lý cho tất cả mọi người.

## Chức năng và nhiệm vụ
Chủ yếu là một vị trí nghi thức (tương tự như Tổng thống Tây Đức), các nhiệm vụ và quyền hạn Chủ tịch nước Cộng hòa theo quy định tại điều 104-108 Hiến pháp năm 1949:
- Ban hành luật pháp Cộng hòa.
- Nhận lời tuyên thệ từ các thành viên của Hội đồng Bộ trưởng khi họ nhận nhiệm vụ.
- Đại diện cho Cộng hòa trong quan hệ quốc tế.
- Phê chuẩn và ký kết các hiệp ước với nước ngoài thay mặt cho Cộng hòa.
- Công nhận và tiếp nhận đại sứ và bộ trưởng.

Để có hiệu lực, tất cả các sắc lệnh và nghị định do Chủ tịch nước Cộng hòa phê chuẩn ban hành cần phải được Chủ tịch Hội đồng Bộ trưởng hoặc Bộ trưởng có thẩm quyền đệ trình.
Chủ tịch nước thực hiện quyền ân xá thay mặt cho Cộng hòa. Trong chức năng này, ông được một ủy ban của Volkskammer đưa ra lời khuyên.

## Luận tội
Chủ tịch nước Cộng hòa có thể bị bãi nhiễm trước khi hết nhiệm kỳ bằng một nghị quyết chung của Volkskammer và Landerkammer. Một nghị quyết như vậy đòi hỏi sự chấp thuận của hai phần ba số lượng đại biểu theo luật định.

## Bãi nhiệm và thay thế
Bất cứ khi nào Chủ tịch nước Cộng hòa không thể đảm nhiệm chức vụ của mình, Chủ tịch Volkskammer sẽ đại diện trong thời gian này. Nếu sự tạm quyền như vậy dự kiến sẽ tiếp tục trong một thời gian kéo dài, một sự thay thế sẽ được chỉ định bởi luật.
Bất cứ khi nào Chủ tịch nước bị miễn nhiệm trước nhiệm kỳ, quy tắc tương tự được áp dụng cho đến khi bầu một Chủ tịch nước mới.
Tổng thống Pieck đã 73 tuổi khi giành được nhiệm kỳ đầu tiên vào năm 1949. Mặc dù ông là đồng chủ tịch của Đảng Xã hội chủ nghĩa Thống nhất Đức cùng với Thủ tướng Otto Grotewohl từ năm 1949 đến 1950, nhưng ông không bao giờ đóng vai trò chính trong đảng. Hầu hết quyền lực được nắm giữ bởi Walter Ulbricht, Bí thư thứ nhất Trung ương Đảng từ năm 1950. Điều này đã thay đổi sau khi bãi bỏ chức vụ Chủ tịch nước, vì lãnh đạo Đảng thường cũng là Chủ tịch Hội đồng Nhà nước.

## Xóa bỏ
Sau khi Wilhelm Pieck qua đời năm 1960, Chủ tịch nước đã bị bãi bỏ để ủng hộ một cơ quan tập thể, Hội đồng Nhà nước. Hội đồng Nhà nước đã được bầu theo cách tương tự như Chủ tịch nước, bởi Volkskammer, và thực hiện các quyền lực của Chủ tịch nước. Lãnh đạo Hội đồng Nhà nước là Chủ tịch.
Với Hiến pháp năm 1968, các quy định về Chủ tịch nước đã bị loại bỏ.
Sau Cách mạng Hòa bình, đã có kế hoạch giới thiệu lại chức vụ Chủ tịch nước Cộng hòa bằng hiến pháp từ năm 1990, điều này đã không xảy ra trong quá trình thống nhất nước Đức.

## Hiệu kỳ Chủ tịch nước

1949–1950
1950–1951
1951–1953
1953–1955
1955–1960

## Hình ảnh

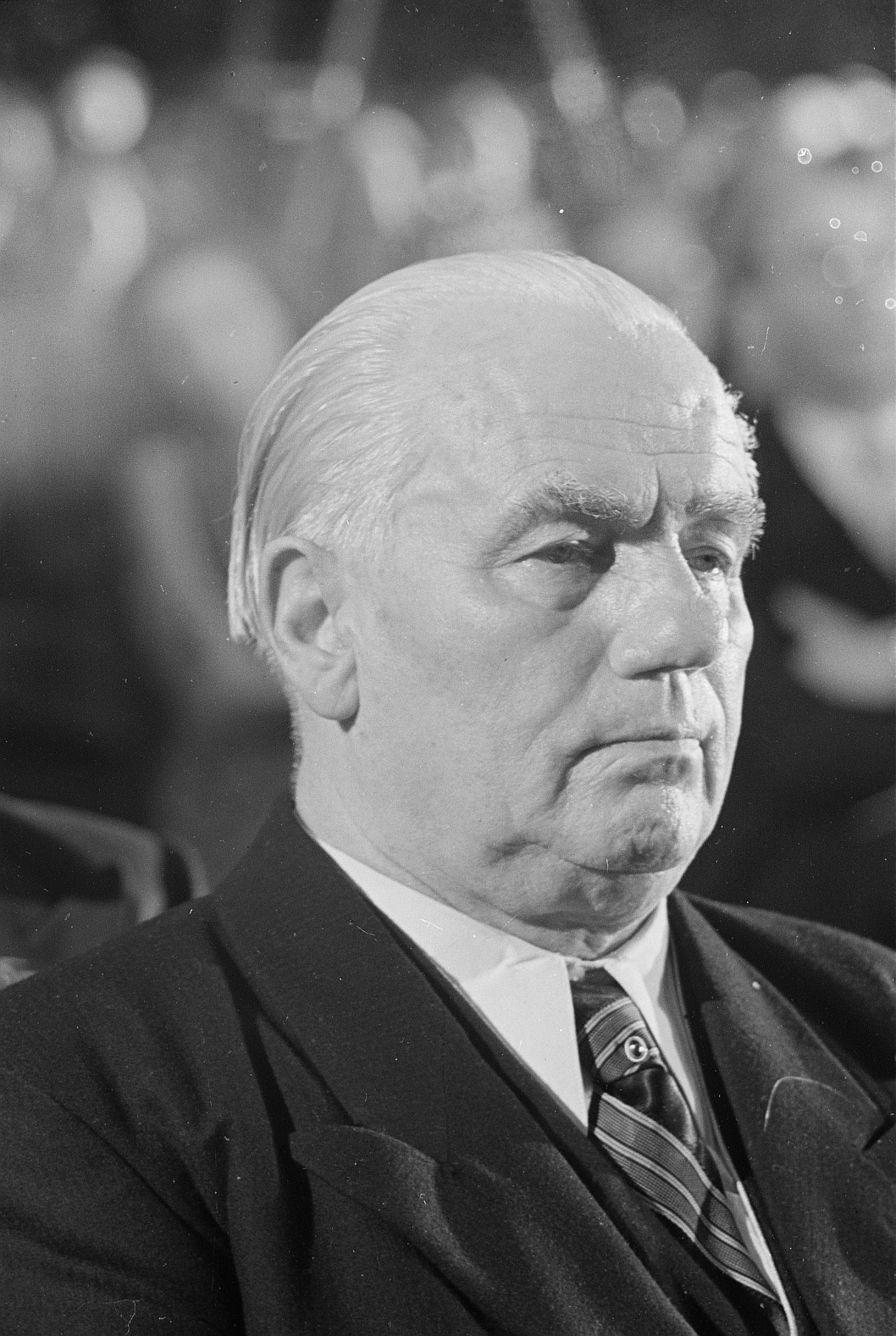
Wilhelm Pieck, 1950.
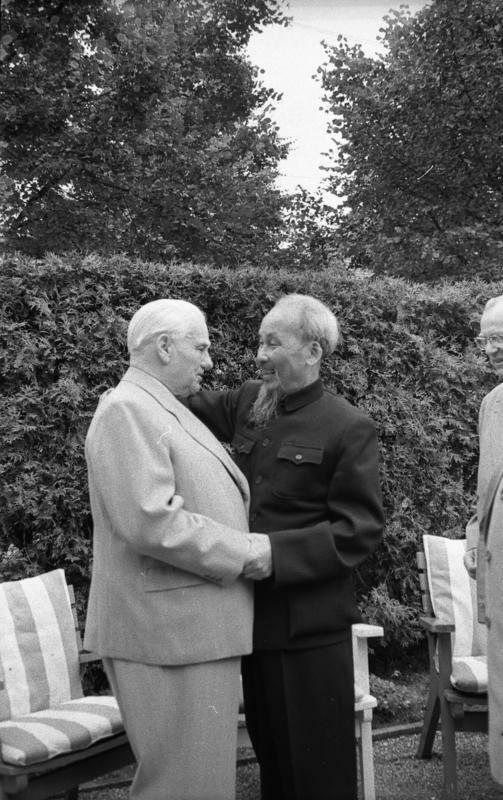
Pieck tiếp đón Hồ Chí Minh, Chủ tịch nước (Việt Nam Dân chủ Cộng hòa), 1957.
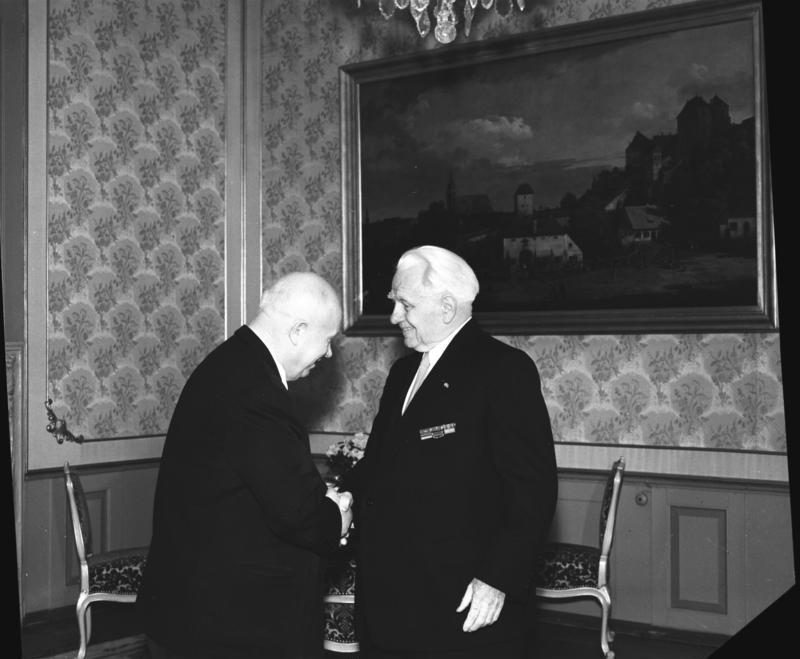
Pieck tiếp đón Nikita Khrushchev, Tổng Bí thư Liên Xô, 1959.
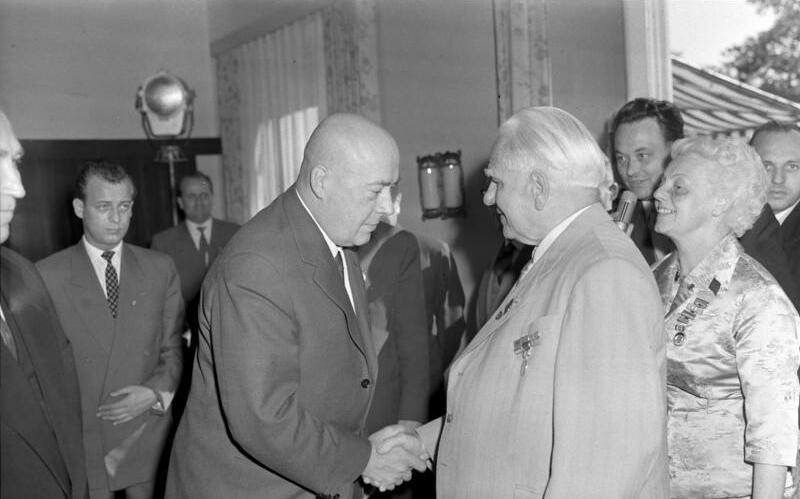
Pieck tiếp đón Józef Cyrankiewicz, Thủ tướng Cộng hòa Nhân dân Ba Lan, 1959.